# The Enigma
The Enigma, nom de scène de Paul Lawrence, est un artiste de cirque contemporain américain. Il est connu pour ses nombreuses modifications corporelles, qui incluent des cornes sur les côtés du crâne, des modifications des oreilles, et un tatouage en forme de puzzle qui lui couvre tout le corps.

## Biographie
Paul Lawrence commence à se produire comme artiste de cirque contemporain, sous le nom de The Enigma, à l'âge de 15 ans en tant qu'avaleur de sabre. Il fait partie des membres fondateurs du Jim Rose Circus, avec qui il fait des tournées mondiales de 1991 à 1998. Il produit ensuite ses propres spectacles. Il s'est également produit avec le groupe Pigface[réf. nécessaire].
Il a joué un rôle dans l'épisode Faux frères siamois (1995) de la série X-Files, en compagnie de Jim Rose, fondateur du Jim Rose Circus.